# Templul Atenei Nike
Templul Atenei Nike, numit și Templul Victoriei neînaripate este un mic și elegant edificiu antic ridicat pe Acropola din Atena, în partea dreaptă a Propileelor.
Ridicat în secolul al V-lea î.Hr., pentru comemorarea victoriilor grecilor asupra perșilor, el este decorat cu o friză ce reprezintă scene de luptă. În acest mic templu, în trecut, atenienii aduceau omagii Atenei Nike, personificată printr-o statuie fără aripi, așa încât ea să nu poată zbura departe de Atena.